# Bran (Ierse mythologie)
Bran of Bran mac Febail is de hoofdpersoon van de Ierse reismythe Immram Brain (De reis van Bran). Hij was de zoon van Febal en het verhaal wordt soms Immram Brain maic Febail genoemd. De Ierse vertellers kenden vele verhalen over wonderbaarlijke zeereizen, waarop vreemde eilanden en bovenzinnelijke werelden werden aangedaan.

## Verhaal
Brans grote reis begon toen hij een zilveren tak met witte bloesems vond. Toen hij hem aan zijn verwanten toonde, verscheen er opeens een vrouw in zeer ongewone kledij. Ze zong over de wonderen in de landen overzee: bovenzinnelijke eilanden die alle groter waren dan Ierland en die werden bewoond door beeldschone vrouwen die geen leed, ziekte en dood kenden. Geluk, zo zong zij, viel allen ten deel die in die heerlijke streken leefden. Daarom verdween de vrouw, met medeneming van de tovertak. Bran bleek hem, zelfs met zijn beide handen, niet vast te kunnen houden.
De volgende dag voer Bran met 27 bloedverwanten naar het westen. Ze ontmoetten allereerst de zeegod Manánnan Mac Lir die in zijn wagen over de golven reed. Ook hij vertelde de helden over de wonderen die in het verschiet lagen. De zee leek een vlakte vol bloemen, met bloeiende struiken en fruitbomen. Die dag nog bereikte Brans schip het Eiland der Vrolijkheid, waar de bemanning krom lag van het lachen. 's Avonds kwamen ze aan op het Vrouweneiland. De leidster van de beeldschone vrouwen nodigde Bran uit aan land te komen, maar hij dierf niet. Ze wierp hem daarom een bol garen toe, die aan zijn hand vast bleef zitten, en trok het schip aan land. Zachte bedden en verrukkelijke spijzen stonden al voor de helden klaar.
Hun verblijf leek hun maar een jaar te duren maar in de werkelijkheid verstreken er vele jaren. Toen een bemanningslid heimwee kreeg en Bran overreedde om terug te gaan, waarschuwde de vrouwe hem geen vaste wal te betreden. Bij de Ierse kust merkte Bran dat niemand hem herkende en dat hij gold als een legendarische figuur die lang geleden was uitgevaren. Daarom vertrok hij weer, maar een van zijn mannen sprong in wanhoop aan land en veranderde meteen in een hoop as - alsof hij al eeuwen dood was.
Het verhaal van Brans reis is ongetwijfeld een zeer oude mythe, maar pas in de 8e eeuw stelden monniken het op schrift. Hoewel ze verwijzingen naar onder meer Christus en Adam toevoegden, lieten ze de magische sfeer intact.

## Trivia
- In het Nederlandse kinderprogramma Het Klokhuis werd er door Frank Groothof en Wieteke van Dort een lied gezongen met de titel Het land van Bran, op tekst van Willem Wilmink en op muziek van Harry Bannink. Het lied vertelt de hierboven omschreven mythe en is te vinden op de cd De mooiste liedjes van Het Klokhuis uit 1992.[3][4]